# پروانه مستندات فری‌بی‌اس‌دی
پروانه مستندات فری‌بی‌اس‌دی (به انگلیسی: FreeBSD Documentation License) پروانه‌ای است که عمده مستندات سیستم‌عامل فری‌بی‌اس‌دی تحت آن منتشر می‌شود. این پروانه، یک پروانه سهل‌گیر است و شباهت زیادی به پروانه ساده‌شده بی‌اس‌دی دارد که دیگر قسمت‌های فری‌بی‌اس‌دی تحت آن منتشر می‌شوند. اصطلاح «کد منبع» در این پروانه به شکل دقیق‌تری تعریف شده و عبارتست از نسخه SGML DocBook مستندات. همچنین اصطلاح «نسخه کامپایل شده» هم برابر است با نسخه اس‌جی‌ام‌ال, HTML, PDF, پست‌اسکریپت, RTF و ... از مستندات. برخی از صفحات راهنمایی که توسط پروژه مستندات فری‌بی‌اس‌دی منتشر می‌شود، حاوی متونی از IEEE و اوپن گروپ هستند که یک گواهی رفع ادعا مخصوص این متون در پروانه قرار داده شده‌است.
بنیاد نرم‌افزارهای آزاد این پروانه را به عنوان یک «پروانه مستندات آزاد» دسته‌بندی کرده‌است و در این باره اظهار داشته‌است که: «این پروانه، یک پروانه مستندات آزاد سهل‌گیر و غیر-کپی‌لفت است که با پروانه گنو اف‌دی‌ال هم سازگاری دارد».